# Creed (группа)
Creed — американская рок-группа из Таллахасси, США. Основана в 1994 году вокалистом Скоттом Степпом и гитаристом Марком Тремонти. Группа записала три подряд мультиплатиновых альбома и продала более 28 миллионов записей в США, став девятым исполнителем по числу продаж в 2000 годах.

## История
Основателями группы стали Скотт Стэпп и Марк Тремонти, которые учились вместе во Флоридском университете. Вскоре к ним присоединились барабанщик Скотт Филлипс (англ. Scott Phillips) и басист Брайан Маршалл (англ.  Brian Marshall). Именно Маршалл предложил сменить первоначальное название группы Naked Toddler на Creed, поскольку сам ранее играл в другой группе под названием Mattox Creed.
Выпущенный в 1997 году дебютный альбом My Own Prison произвел настоящий фурор. У группы сразу образовалось множество поклонников, в результате чего Creed получили статус «лучших рок-исполнителей года» от еженедельника «Billboard». Помимо этого, альбом очень неплохо продавался, а песни с него какое-то время занимали первые строчки известных хит-парадов. Сами же участники коллектива заявляли, что основным фактором успеха «My Own Prison» стала искренность. Однако этот успех не привел к признанию критиков. Многие рецензенты критиковали музыку группы, называя её вторичной. Основываясь на их духовных текстах, некоторые обозреватели причислили Creed к новому поколению альтернативных христианских групп, принадлежность к которым Creed всячески отрицали.
Второй студийный альбом Human Clay появился осенью 1999 года. Основная тема пластинки — проблема выбора и как поступки влияют на жизнь тех, кто их совершает. В конце 2000 года басист Брайан Маршалл покидает группу.
Третий альбом Weathered вышел в 2001 году. Партии бас-гитары в студии исполнил Тремонти, а на концертах басистом Creed был Бретт Хестла. Weathered занял первую позицию в популярном «Billboard 200», а Creed в очередной раз завоевали звание «лучших рок-исполнителей года».
После тура в поддержку третьего альбома группа практически не давала концертов, а 4 июня 2004 года было официально объявлено о распаде. Тремонти и Филлипс вместе с вокалистом из The Mayfield Four Майлзом Кеннеди организовали группу Alter Bridge. Вскоре к ним присоединился и Брайан Маршалл. А Скотт Стэпп начал сольную карьеру, выпустив в 2005 году альбом The Great Divide.
Спустя 5 лет, 27 апреля 2009 года, на официальном сайте группы появилась информация о возрождении Creed. 19 августа вышел сингл «Overcome», а 27 октября — новый альбом, получивший название Full Circle. На концертах в составе Creed появляется пятый участник — гитарист Эрик Фридман (англ. Eric Friedman). В декабре 2009 года на DVD вышла первая концертная запись группы Creed Live. Группа оставалась активной в течение трех лет, регулярно проводя концертные туры. Летом 2012 года было объявлено о том, что музыканты ведут работу над новыми песнями и планируют выпустить очередной альбом. Однако вследствие творческих разногласий между Стэппом и Тремонти группа снова решила приостановить деятельность. Тремонти, Маршалл и Филиппс продолжили работу в студии как Alter Bridge, а Стэпп возобновил сольную карьеру. В 2013 году оба сторонних проекта отметились релизами.
В 2014 году Стэпп опроверг окончательный распад группы, в то время как Тремонти заявил, что группа все еще не планирует собираться для выпуска нового альбома или же концертного тура.
20 ноября 2015 года Creed выпустили сборник под названием With Arms Wide Open: A Retrospective. Это был бокс-сет из трех дисков: один с хитами, второй с раритетами и третий с акустическими версиями хитов.
19 июля 2023 года группа объявила о воссоединении и своем первом с 2012 года туре «The Summer of '99 Tour» с 40 концертами по всем США при поддержке 3 Doors Down, Finger Eleven, Daughtry, Switchfoot, Tonic и Big Wreck.
В феврале 2024 года было объявлено о туре «Are You Ready? Tour», который начнется в ноябре 2024 года при участии 3 Doors Down, Mammoth WVH и Finger Eleven.

## Участники группы
- Скотт Стэпп — вокал
- Марк Тремонти — гитара, бэк-вокал (1994–2004, 2009–2012, 2023–н. в.), бас-гитара (2001)
- Брайан Маршалл — бас-гитара (1994–2000; 2009–2012; 2023–н. в.)
- Скотт Филлипс — ударные (1994–2004; 2009–2012; 2023–н. в.), клавиши (2001)
- Эрик Фридман — ритм-гитара, бэк-вокал (2024–н. в.; турне 2009–2012)

## Дискография

### Альбомы
- My Own Prison (1997)
- Human Clay (1999)
- Weathered (2001)
- Full Circle (2009)

### Сборники
- Greatest Hits (2004)
- With Arms Wide Open: A Retrospective (2015)